# عبد الحسين الجواهري
عبد الحسين بن عبد علي بن محمد حسن الجواهري (1862 - 1916) فقيه شيعي وشاعر عراقي من أهل القرن التاسع عشر الميلادي وهو من أحفاد محمد حسن النجفي الشهير بـالجواهري ووالد الشاعر محمد مهدي الجواهري ومن أبرز شعراء الأسرة الجواهرية النجفية. ولد في النجف، وقرأ على علمائها، وترشّح لدرجة الاجتهاد فكان من أعلام العلماء الاثنا عشرية في عصره. له ديوان شعر يربو عدد أبياته على ألف وخمسمئة بيت. توفي في مسقط رأسه.

## سيره
هو عبد الحسين بن عبد علي/ عبد العال بن محمد حسن النجفي. ولد في مدينة النجف سنة 1862 م/ 1279 هـ. درس على يدي أبيه وعلماء أسرته مبادئ العلوم، ثم تردد على الحلقات العلمية فدرس الأصول والفقه، وظهرت قدرته في النظم والنثر. بعد استقرار مكانته شاعرًا في بيتئه هجر الشعر وانصرف إلى العلوم الدينية.

توفي في مسقط رأسه سنة 1916م/ 1335 هـ ودفن بمقبرة آبائه.

## شعره
له في كتاب شعراء الغري عدد من القصائد والبنود والرسائل، ونظم في مديح آل البيت، ومدح كبراء العصر، ومنهم الخليفة العثماني وله قصائد في مخاطبة أصدقائه، كما مارس التقريظ، والتأريخ، والتشطير، كما نظم في الغزل. من ناحية الشكل نظم القصيدة، والموشحة، والبند. «في شعره صنعة بديعية، لم تطغَ على لغته الطيعة وعباراته السلسة التي تخللتها تضمينات تراثية قرآنية، ومن الأمثال والأقوال السائرة.»